# Жан де Сент-Коломб
Жан де Сент-Коломб (фр. Jean de Sainte-Colombe, близько 1640—1700) — французький композитор і віоліст. Сент-Коломб був відомим майстром віоли да гамба. Йому приписують (Жан Руссо у своїй «Війні віршів» (1687)) додавання до неї сьомої струни (АА).

## Життя і твори
Відомо мало деталей про його життя; не відомі ні імена його батьків, ні точні дати народження та смерті. Недавні дослідження показали[коли?], що його звуть Жан (у деяких джерелах вказують ім'я «Августин Отрекурський, мсьє де Сент-Коломб»), а також те, що його викладачем був теорбоніст та віоліст Ніколас Отман.
Сент-Коломб виступав у паризьких салонах, як і більшість його колег та паризьких музичних майстрів, таких як пан Дубюссон. За словами Тітона дю Тільє[джерело?],  він часто виступав разом зі своїми двома доньками, а часто і зі своїми учнями, про що засвідчив переписувач його творів для двох віол, а також Турнюського рукопису для соло віоли.  Найвідомішим учнем Сент-Коломба був Марен Маре, який написав «Томбо для мосьє де Сент-Коломба» в 1701 році на пам'ять про свого вчителя. Серед студентів Сент-Коломба також були Дановіль, Жан Десфонтен, П'єр Мелітон, Жан Руссо та дві жінки, відомі лише як мадемуазель Ружевіль та мадемуазель Віньйон.[джерело?] 
Серед збережених творів Сент-Коломба — шістдесят сім Concerts à deux violes esgales і понад 170 творів для сольної семиструнної віоли, що робить його, імовірно, найпродуктивнішим французьким композитором для скрипок до Марена Маре.[джерело?]

## Історія родини
Різні вчені припускають, що месьє де Сент-Коломб належав до ліонської або бургундської дрібної знаті. Американський бас-скрипаль і музикознавець Джонатан Данфорд припускає, що він, імовірно, походив з району По на півдні Франції і був протестантом, що його ім'я було «Жан» і що у нього було дві дочки на ім'я Бригіда та Франсуаза.

## Сучасні згадки
У 1991 році Паскаль Квінар опублікував роман, що дає здогадну картину стосунків між М. де Сент-Коломбом та Мареном Маре, під назвою Tous les matins du monde («Усі ранки світу»). Ален Корно зняв за ним фільм за участю Жана-П'єра Мар'єля у ролі Сент-Коломба, Гійома Депардьє у ролі молодого та Жерара Депардьє у ролі постарілого Марена Маре. Саундтрек до фільму забезпечив Жорді Саваль.
Цитату із композиції де Сент-Коломба[непевність] використовує Карло Форлівезі у своєму «Реквіємі» (1999). 